# Synanalys
Synanalys är ett i Sverige nytt ord som har börjat användas av legitimerade optiker med speciell kompetens för att särskilja den från en vanlig synundersökning. En synanalys är en fördjupad synundersökning som inte bara undersöker vilket glas som ger bästa synskärpa på långt och nära håll, samt balanserar ögonen utan vid en synanalys undersöks även, som ett minimum: Motorik, ögonrörelser, förmågan att dra ihop ögonen och att fokusera, samt hur synen fungerar vid läsning.
Eftersom det finns olika skolor kan den exakta tekniken variera från optiker till optiker. Det finns optiker som även undersöker och behandlar följande som ett resultat av synanalysen: Rumsuppfattning, avståndsbedömning, påverkan av befintliga synfel (för att till exempel motverka försämring eller förhindra uppkomst av närsynthet). I Sverige finns en handfull verksamma Beteendeoptometrister som använder den här typen av behandlingar.
Problem som kan behandlas kan vara: Synproblem vid läs- och skrivsvårigheter, huvudvärk och ansträngning vid närarbete, dålig rumsuppfattning (stöter i hörn, dörrar etc), försämring av närsynthet m.m.